# 王欣之
王欣之（?—?），出自太原王氏，中国东晋官员。王述从子。
王欣之初任豫章郡太守，太元初年拜光祿勳。当初，太康八年（287年）十月，太常上谥故太常平陵男郭奕为景侯。有司上奏，郭奕谥号为景，与景帝司马师相同，改谥穆。晋武帝下诏：“不是说君臣不可同谥，只是因为郭奕谥号景，不相当，应该谥号简。”太元四年（379年），侍中王欣之上表君臣之嫌同谥没有妨害，《君臣同谥表》：伏寻太康中郭奕谥曰景，有司执孝宗同号。臣闻姬朝盛明，父子齐称，诸侯与周同谥，经诸哲王不易之道也。宜遵古典，训范来裔。尚书上奏认为王欣之说的有道理。诏令同意。